# Klaus Oschema

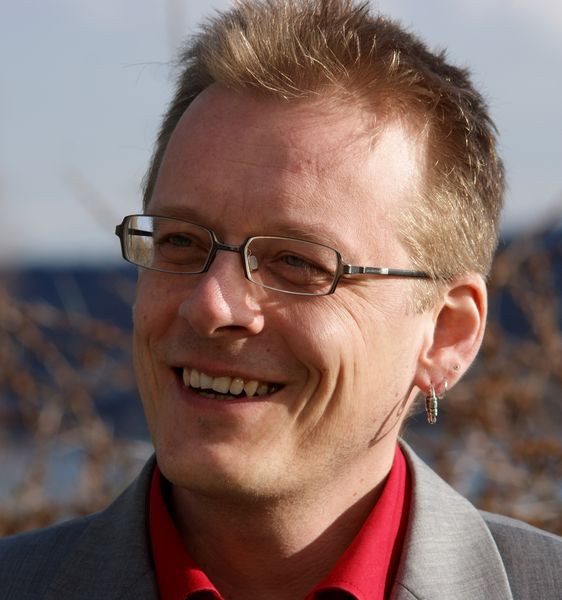
Klaus Oschema, aufgenommen von Werner Maleczek auf der Frühjahrstagung 2013 des Konstanzer Arbeitskreises für mittelalterliche Geschichte auf der Reichenau zum Thema „Intimität und die Grenzen des Erlaubten im Mittelalter“.

Klaus Peter Oschema (* 29. Juni 1972 in Bamberg) ist ein deutscher Historiker, der die Geschichte des hohen und späten Mittelalters erforscht.
Oschema ist seit 2017 Professor für Mittelalterliche Geschichte an der Ruhr-Universität Bochum. Er befasst sich schwerpunktmäßig mit der Adelskultur in Burgund, sozialen und politischen Ordnungsvorstellungen des Mittelalters (Freundschaft, Verwandtschaft), dem Begriff und Konzept „Europa“ im Mittelalter, der symbolischen Kommunikation sowie der Rolle von Astrologen als Experten im späten Mittelalter. Am 1. September 2023 übernahm Oschema die Leitung des Deutschen Historischen Instituts Paris und wurde zu diesem Zweck in Bochum beurlaubt.

## Leben
Klaus Oschema legte im Juli 1991 am Clavius-Gymnasium in Bamberg das Abitur ab. Er studierte von 1993 bis 2000 mittelalterliche Geschichte, Philosophie, Englische Sprachwissenschaft und Mediävistik an der Otto-Friedrich-Universität Bamberg und der Université de Paris X – Nanterre. Zu seinen Lehrern und Förderern gehören Bernd Schneidmüller, Klaus van Eickels, Gert Melville, Michel Pastoureau und Jean-Claude Schmitt. In Bamberg erfolgte im März 2000 der Magister mit der von Bernd Schneidmüller betreuten Arbeit Zwischen Weltbild und Weltanschauung. Studien zum Europa-Begriff des 12. bis 15. Jahrhunderts.
Von November 2002 bis Oktober 2007 war er Assistent für mittelalterliche Geschichte bei Rainer Christoph Schwinges an der Universität Bern. Im April 2004 wurde Oschema mit der von Gert Melville und Michel Pastoureau betreuten Arbeit Freundschaft und Nähe im spätmittelalterlichen Burgund promoviert. Für seine Dissertation wurde ihm 2007 der Preis des Berner Mittelalter Zentrums für junge Mediävisten und Mediävistinnen verliehen. Von Oktober 2007 bis Februar 2012 war Oschema Assistent für mittelalterliche Geschichte an der Universität Heidelberg. Ab März 2012 war Oschema Akademischer Rat auf Zeit an der Heidelberger Universität. Im April 2012 erfolgte dort bei Schneidmüller die Habilitation für Mittelalterliche Geschichte und Historische Grundwissenschaften mit der Arbeit Bilder von Europa im Mittelalter.
Oschema hatte von März bis September 2014 eine Vertretungsprofessur für Mittelalterliche Geschichte an der Goethe-Universität Frankfurt inne; im November 2015 wurde er zum außerplanmäßigen Professor an der Universität Heidelberg ernannt. Von September 2016 bis April 2017 forschte er als Gerda Henkel Member am Institute for Advanced Study in Princeton, New Jersey. Einen Ruf an die Ernst-Moritz-Arndt-Universität Greifswald auf eine W3-Professur für Mittelalterliche Geschichte lehnte er 2017 ab und nahm stattdessen einen Ruf an die Ruhr-Universität Bochum an. Seit Mai 2017 lehrt er dort als Professor für die Geschichte des Mittelalters (insbesondere des Spätmittelalters). Dort hielt er im Mai 2018 seine Antrittsvorlesung über das Thema „Endzeit oder Aufbruchsstimmung? Zur Zukunft des Späten Mittelalters“. Von 2019 bis 2021 war er Geschäftsführender Leiter des Historischen Instituts der Ruhr-Universität Bochum. Zum 1. September 2023 übernahm Oschema als Nachfolger von Thomas Maissen für zunächst fünf Jahre die Leitung des Deutschen Historischen Instituts in Paris und wurde für diese Zeitspanne in Bochum beurlaubt.
Er ist Mitglied im Verband der Historiker und Historikerinnen Deutschlands, im Mediävistenverband, in der Schweizerischen Gesellschaft für Geschichte, im Konstanzer Arbeitskreis für mittelalterliche Geschichte (seit März 2019), der Kommission zur Erforschung der Kultur des Spätmittelalters der Akademie der Wissenschaften zu Göttingen (seit Juli 2019) und im wissenschaftlichen Beirat des Deutschen Historischen Instituts Moskau (seit Oktober 2019).

## Forschungsschwerpunkte
Seine Forschungsschwerpunkte behandeln Fragen der hoch- und spätmittelalterlichen Geistes- und Kulturgeschichte, Europa-Vorstellungen in Mittelalter und Neuzeit sowie die Rolle von Astrologen als Experten im Spätmittelalter. Seine Dissertation befasst sich mit Freundschaft und Freundschaftsgesten am Hof der Herzöge von Burgund. Damit wurde erstmals das Thema Freundschaft im Mittelalter aus der Perspektive des Spätmittelalters behandelt. Als Untersuchungsgegenstand erscheint Oschema das Burgund der Valois-Herzöge als besonders geeignet, da in ihm sich „ein starkes Zusammenwirken zwischen Literatur und Lebenspraxis“ beobachten lasse und es ebenso „an der Schwelle zu jenem Umbruch zur Moderne“ stehe mit dem ihn begleitenden „individualisierenden Tendenzen“. Im ersten Hauptkapitel befasst sich Oschema mit Formen und Strukturen der Freundschaften (249–385). In seinem Fazit interpretiert er die in der burgundischen Chronistik des 15. Jahrhunderts zahlreichen Erwähnungen von Freundschaft im Mittelalter als personale Bindungen, „die einer vorwiegend pragmatisch-funktionalen Logik gehorchten“. Freundschaft bedeutet nach Oschema „Treue und Solidarität, die auf Dauer zu leisten waren und die als Pflichten aus einer gelebten Bindung erwuchsen“. Im zweiten Hauptteil der Arbeit widmet sich Oschema den Gesten der Nähe (387–608). Dabei untersucht er verschiedene Gesten der Hand, Umarmungen, den Kuss, gemeinsames Reiten auf einem Pferd oder das gemeinsame Schlafen im selben Bett. Oschema stellt dabei fest, dass in einer „Kultur der Geste“ verschiedene Aspekte in den Gesten erscheinen, wie etwa soziale Ordnung, juristische Verbindlichkeit oder aber auch Emotionen.
Die acht Vorträge einer Berner Tagung vom Mai 2005 zum Thema Freundschaft oder 'amitié'? Ein politisch-soziales Konzept der Vormoderne im zwischensprachlichen Vergleich (15.–17. Jahrhundert) hat Oschema 2007 als Sammelband herausgegeben. Dabei geht es um die Frage, ob Freundschaft im Spätmittelalter und zum Beginn der Frühen Neuzeit überhaupt ein eigenständiges „Konzept personaler Bindung“ war oder ob „es sich stattdessen für die verschiedenen Kulturen des vormodernen Europa lediglich um eine Chiffre handelt, mit der bestimmte Aspekte der eigentlich durch Verwandtschaft oder Herrschaft bestimmten Bindungen angesprochen werden“. Als Grundannahme formulierte Oschema, dass sich im späten Mittelalter unterschiedliche „begriffliche und damit vielleicht auch konzeptionelle Unterschiede“ herausbildeten, die auf die verschiedenen Kulturräume als Sprachgemeinschaften zurückzuführen sind. Acht Beiträge untersuchen dabei das politisch-soziale Konzept der „Freundschaft“ oder „amitié“ zwischen dem 15. und 17. Jahrhundert in Frankreich, dem Reich und der Eidgenossenschaft. Die Beiträge aus einer Ringvorlesung aus dem Wintersemester 2005/06 am Berner Mittelalter Zentrum über Riten, Gesten und Zeremonien gab Oschema zusammen mit Edgar Bierende und Sven Bretfeld 2008 heraus. Dabei ist das Ziel des Sammelbandes Interdisziplinarität in der Ritualforschung zusammenzuführen. Im Frühjahr 2008 hat Oschema gemeinsam mit Rainer Christoph Schwinges in Zusammenarbeit mit dem Historischen Museum Bern eine Tagung über Leben und Wirken des Burgunderherzogs Karls des Kühnen veranstaltet. Anlass war die Ausstellung Karl der Kühne (1433–1477). Kunst, Krieg und Hofkultur im Historischen Museum Bern. Zwei Jahre nach der internationalen Veranstaltung wurden die 18 Beiträge veröffentlicht. Im Juli 2008 fand anlässlich der Pensionierung von Rainer Christoph Schwinges in Bern eine Tagung statt. Ihr Ziel war es, „die Vorstellung von Mittelalter als einer Zeit der Stagnation zu hinterfragen“. Die Beiträge der Tagung gaben Oschema und Christian Hesse 2010 heraus.
Oschema gab 2015 mit Cristina Andenna, Gert Melville und Jörg Peltzer einen Sammelband über Rangordnung und Idoneität in höfischen Gesellschaften des Mittelalters heraus. Dabei verfolgen Herausgeber und Autoren laut Vorwort das Ziel, „mit dem Konzept der ‚Performanz‘ einen spezifischen Zugang zur geschichtswissenschaftlichen Annäherung an zentrale Phänomene und Aspekte des (europäischen) Mittelalters zu erproben und auszuloten.“ Die Fallstudien fragen nach den Möglichkeiten und Grenzen des Performanzkonzeptes. Oschema befasste sich in der Einleitung mit den theoretischen Grundlagen, wobei die Schwierigkeiten beim Performanz-Begriff bereits in seiner Abgrenzung zum Ritual-Begriff beginnen. Das wesentliche Merkmal der Performanz liegt laut Oschema auf der individualisiert-konkreten Handlung, „die bei aller Wiederholbarkeit von Handlungsmustern und -strukturen das unwiderbringliche ‚Realsubstrat‘ der historischen Erkenntnisebene“ darstellt. Oschema würdigt in einem eigenen Beitrag performative Qualitäten als Analysekategorie am Beispiel mittelalterlicher Feldherrenreden. Er vertritt die These, dass bei den herrscherlichen Schlachtansprachen nicht, wie es die Historiographen vermitteln, inhaltliche Aspekte, sondern die performativen Qualitäten des Sprechers vorrangig waren.
Ein weiterer Schwerpunkt Oschemas sind Europa-Konzepte im Mittelalter und in der mediävistischen Forschung. Seit der grundlegenden Studie von Jürgen Fischer aus dem Jahr 1957 wurde die Sichtweise vertreten, dass der Europa-Begriff seit dem 11. bis zum 15. Jahrhundert zu einer rein geographischen Bezeichnung verflacht sei. Dieser Sichtweise hat Oschema mit zahlreichen Belegen aus dem 12. bis 15. Jahrhundert in einer 2001 veröffentlichten Studie widersprochen. Mit seiner Habilitationsschrift Bilder von Europa im Mittelalter verfolgt Oschema das Ziel, „eine neue, kritische Debatte über das Europa-Thema im engeren Sinne, aber auch um die methodischen Fallstricke der engen Verbindung zwischen historischer Analyse und der Lebenswelt der Historikerinnen und Historiker zu befördern“. Seit der begriffsgeschichtlichen Arbeit von Jürgen Fischer waren keine umfassenderen Aufarbeitungen zum mittelalterlichen Europa-Konzept mehr erschienen. Oschema will mit seiner Arbeit nicht nur die politischen Prägungen des Europa-Begriffs, sondern auch die „kulturellen Aufladungen und Deutungen des Europakonzepts im Mittelalter“ erkunden. Oschemas Arbeit bündelt in 17 Kapiteln nicht nur zahlreiche neuere Forschungen zum Europabegriff im Mittelalter, sondern berücksichtigt auch eine umfassende Materialsammlung. Erstmals wird dabei das Spätmittelalter ausführlich berücksichtigt. In seiner Untersuchung kommt Oschema zum Schluss, dass entgegen der landläufigen Forschungsmeinung Europa für das lateinische Mittelalter nicht als seltenes Wort bezeichnet werden könne. Die Sichtweise von einer langen Tiefphase des Europa-Begriffs zwischen Karolingerzeit und den Türkenkriegen hat Oschema widerlegt. Er spricht vielmehr von einer „feiner ausdifferenzierten Entwicklung, die im 9. und 10. Jahrhundert, im 13. Jahrhundert und erneut im 15. Jahrhundert markante Schübe verzeichnen kann“. Oschemas Arbeit gilt als Standardwerk zur Geschichte Europas. Der Europabegriff im Mittelalter wurde nicht für ein politisches Ideal oder als Ziel utopischer Vereinigungspläne gebraucht, sondern als Synonym für „Heimat der Christenheit“. Daher wurde der Begriff häufig verwendet, wenn eine militärische Auseinandersetzung mit der „heidnischen“ Welt bevorstand, wie beispielsweise zur Zeit der Kreuzzüge oder bei der Abwehr der Mongolen.
Oschema organisierte im Herbst 2018 gemeinsam mit Bernd Schneidmüller eine Reichenau-Tagung des Konstanzer Arbeitskreises mit dem Thema „Zukunft im Mittelalter. Zeitkonzepte und Planungsstrategien“. Die Beiträge gaben Oschema und Schneidmüller 2021 heraus. Oschema lieferte dazu mit dem Problemaufriss Die Zukunft des Mittelalters. Befunde, Probleme und (astrologische) Einblicke die umfangreichste Studie des Bandes.

## Schriften (Auswahl)
Monographien
- Bilder von Europa im Mittelalter (= Mittelalter-Forschungen. Bd. 43). Thorbecke, Ostfildern 2013, ISBN 978-3-7995-4362-0 (Digitalisat).
- Freundschaft und Nähe im spätmittelalterlichen Burgund. Studien zum Spannungsfeld von Emotion und Institution (= Norm und Struktur. Studien zum sozialen Wandel in Mittelalter und früher Neuzeit. Bd. 26). Böhlau, Köln u. a. 2006, ISBN 3-412-36505-X.

Herausgeberschaften
- mit Christoph Mauntel: Order into Action. How Large-Scale Concepts of World-Order determine Practices in the Premodern World (= Cursor Mundi. Bd. 40). Brepols, Turnhout 2022, ISBN 978-2-503-59046-2.
- mit Bernd Schneidmüller: Zukunft im Mittelalter. Zeitkonzepte und Planungsstrategien (= Vorträge und Forschungen. Bd. 90). Thorbecke, Ostfildern 2021, ISBN 978-3-7995-6890-6 (online).
- mit Ludger Lieb, Johannes Heil: Abrahams Erbe. Konkurrenz, Konflikt und Koexistenz der Religionen im europäischen Mittelalter (= Das Mittelalter. Perspektiven mediävistischer Forschung. Bd. 2). De Gruyter, Berlin u. a. 2015, ISBN 3-11-040567-9.
- mit Jörg Peltzer, Cristina Andenna, Gert Melville: Die Performanz der Mächtigen. Rangordnung und Idoneität in höfischen Gesellschaften des späten Mittelalters (= RANK. Politisch-soziale Ordnungen im mittelalterlichen Europa. Bd. 5). Thorbecke, Ostfildern 2015, ISBN 978-3-7995-9125-6.
- mit Rainer C. Schwinges: Karl der Kühne von Burgund. Fürst zwischen europäischem Adel und der Eidgenossenschaft. Verlag Neue Zürcher Zeitung, Zürich 2010, ISBN 3-03823-542-3.